# 松原隆介
松原 隆介（まつばら りゅうすけ、1952年6月 - ）は、日本の指揮者・教育学者。現在は群馬大学教育学部音楽教育講座教授。

## 略歴・人物
- 1952年6月　群馬県利根村に生まれる
- 1976年3月　東京芸術大学音楽学部音楽教育科卒業
- 1977年-1996年　群馬県公立学校教諭
- 1997年4月　群馬大学教育学部音楽教育講座講師
- 1999年4月　群馬大学教育学部音楽教育講座助教授
- 2003年4月　群馬大学教育学部音楽教育講座教授

専門は作詞・指揮。群馬県内の数多くの校歌、大会歌の作成に携わっている。

## 研究分野
音楽教育学（「音楽教育と生涯発達」） 
- 音楽教育
- 生涯発達
- 生涯学習

## 作品・受賞・論文

### 作品
- 藤岡市立美土里小学校校歌（作詞・作曲）　1976年
- 群馬県立前橋南高等学校校歌（作詞・作曲）　1977年
- 愛唱歌「よろこびを今ここに」藤岡市立西中学校　1981年
- 合唱曲「あかぎ国体賛歌」 1983年
- 行進曲「ほのぼの群馬のマーチ」 1983年
- 管弦楽曲「はばたけ若人」　1983年
- 吉井町立中央中学校校歌（作詞・作曲）　1984年
- 合唱曲「伊香保国体賛歌」（作詞）　1987年
- 群馬県立伊勢崎興陽高等学校校歌（作詞・作曲）　1994年
- 群馬県立尾瀬高等学校校歌（作曲）　1996年

### 受賞
- 第48・49回全日本合唱コンクール関東支部大会出場（1993・1994年）

### 論文
- 『学習効果を高める気付きの概念と音楽教育観 ― 自己理解を重視した気付きによる学習効果の模索』 （群馬大学教育学部附属学校教育臨床総合センター、2008年）
- 『音楽教育における構想的即興表現法研究―高等学校における創造的能力育成への取り組みと考察―』（群馬大学教育学部附属学校教育臨床総合センター、2003年）
- 『「音楽教育における技能習得学習法の研究」-共通課題による歌唱技能習得学習の実践活動を通して-』（群馬大学教育学部附属教育実践研究指導センター、1999年）

他多数

## 所属学会
- 日本音楽教育学会
- 群馬県教育学会